# 市原 (お笑い)
市原（いちはら）は、よしもとクリエイティブ・エージェンシー東京に所属していたお笑いコンビ。

## 概要
高校在学中にアマチュアコンビを結成。札幌吉本主催のオーディションイベント「笑道」で合格し、2008年6月より札幌吉本入りを果たした。NSC東京13期生と同期扱い。札幌吉本時代は「笑道」史上最多となる4回の年間優勝を果たす。
2015年5月にコンビで上京し、主に渋谷にあるヨシモト∞ホールにてライブ出演した。2019年11月1日に、吉本を退社していたことを発表。活動休止に入り、2020年いっぱいをもって正式に解散した。市川は引退しテレビディレクターに転身。原田は芸人を続けていたが、2022年に引退。
芸風は主に漫才。コンビ名は二人の名字の頭文字を合わせたもの。

## メンバー
- 市川龍之介(いちかわ りゅうのすけ　1988年9月16日-)　
  - ボケ・ネタ作り担当。立ち位置は向かって左。
  - 北海道旭川市出身。旭川明成高等学校卒。
  - 特技はうまい棒早食い、味噌ラーメン作り。
  - 七三分けの髪型にメガネ、蝶ネクタイにサスペンダーという出で立ちが特徴。
  - 途中から「市川源一郎」（いちかわ げんいちろう）に改名していた[2]。

- 原田英樹(はらだ　ひでき　1989年1月20日-)
  - ツッコミ担当。立ち位置は向かって右。
  - 北海道旭川市出身。北海道幌加内高等学校卒。
  - 特技は蕎麦打ち。

## 過去の出演
テレビ
- プロフェッサーがやってきた！～教えてHOKKAIDO～（北海道放送、2010年12月30日）
- テレビほっかい堂水産 北海道厳選！ごちそう市（テレビ北海道、2012年11月30日）
- 北海道物産展ですけど何か？（北海道放送、2012年 中国編 - 原田、2013年 ジャマイカ編 - 市川）
- みらいのおしごと探検隊（札幌テレビ放送、2013年12月28日）
- ケンイチ（BS日テレ、2014年5月30日 - 前編、2014年6月6日 - 後編）
- よしもと笑いの缶づめ（北海道文化放送、不定期出演）
- 旅コミ北海道 じゃらん de GO!（テレビ北海道、準レギュラー出演）
- 笑道〜KURO-OBI〜（北海道文化放送、レギュラー出演）
- エンプロ（北海道テレビ放送、2011年4月6日 - レギュラー出演）
- 前略、西東さん（中京テレビ放送、2017年1月28日）

北海道以外でのライブ
- LIVE STAND 2010（7月19日 幕張メッセ、AGE-MON STAGE）

ライブ
- 彩～irodori～

## 賞レースでの戦歴

### M-1グランプリ
- 2005 - 1回戦敗退（アマチュアとして出場）[3]
- 2006 - 1回戦敗退（アマチュアとして出場）[4]
- 2007 - 2回戦進出（アマチュアとして出場）[5]
- 2008 - 2回戦進出[6]
- 2009 - 2回戦進出[7]（東京の1回戦を通過）[8]
- 2010 - 2回戦進出[9]
- 2015 - 1回戦敗退[2]
- 2016 - 1回戦敗退
- 2017 - 2回戦進出
- 2018 - 3回戦進出
- 2019 - 2回戦進出

### キングオブコント
- 2008 - 1回戦敗退
- 2010 - 2回戦進出
- 2011 - 2回戦進出
- 2012 - 1回戦敗退

### THE MANZAI
- 2011 - 2回戦進出
- 2012 - 2回戦進出
- 2013 - 1回戦敗退
- 2014 - 1回戦敗退

### R-1ぐらんぷり
- 2015 - 2回戦進出（市川）

### 笑道頂上決戦
- 第4回 笑道頂上決戦 - 優勝（2010年3月）
- 第6回 笑道頂上決戦 - 優勝（2012年3月）
- 第7回 笑道頂上決戦 - 優勝（2013年3月）
- 第9回 笑道頂上決戦 - 優勝（2015年3月）